# Charles Michel (1853-1929)
Charles Michel (Doornik 24 juli 1853, - La Madeleine, 21 december 1929) was een klassieke filoloog en specialist in het Sanskriet.
Hij was een Belgisch hoogleraar in de negentiende en twintigste eeuw.

## Leerschool
Hij studeerde aan de Katholieke Universiteit Leuven wijsbegeerte en letteren, waar hij ook doctoreerde in de letteren (jaren 1870). Hij kreeg er onder meer les van professor Félix Nève, de eerste Belg die doceerde over het Sanskriet. Van Nève is bekend dat hij de studie van het Sanskriet propageerde bij zijn studenten; zijn cursus over oosterse literatuur is bewaard. Michel studeerde eveneens in het buitenland: de universiteiten van Bonn, van Straatsburg, Berlijn en Parijs (Collège de France; École des Hautes Études).

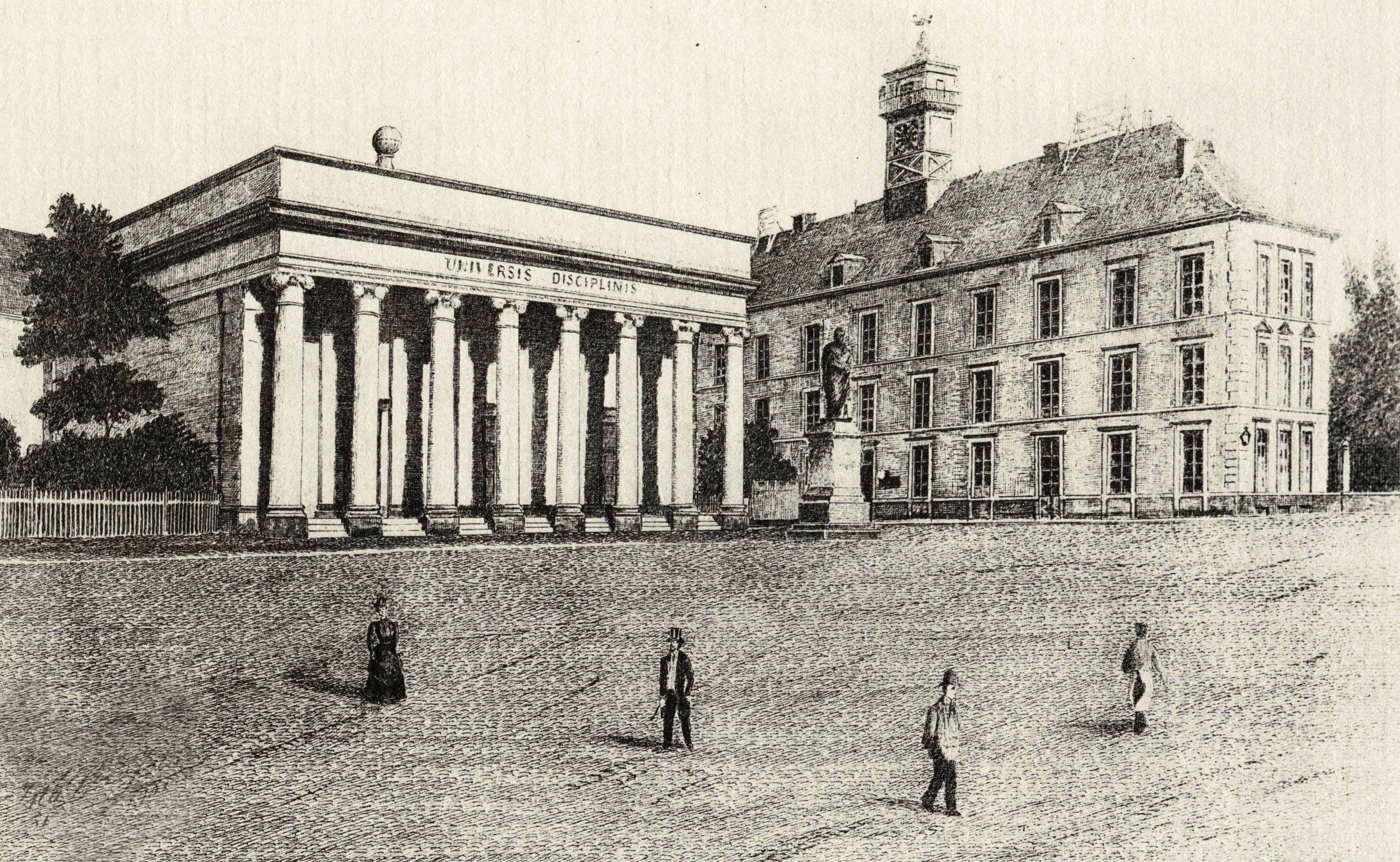
Universiteit van Luik, negentiende eeuw

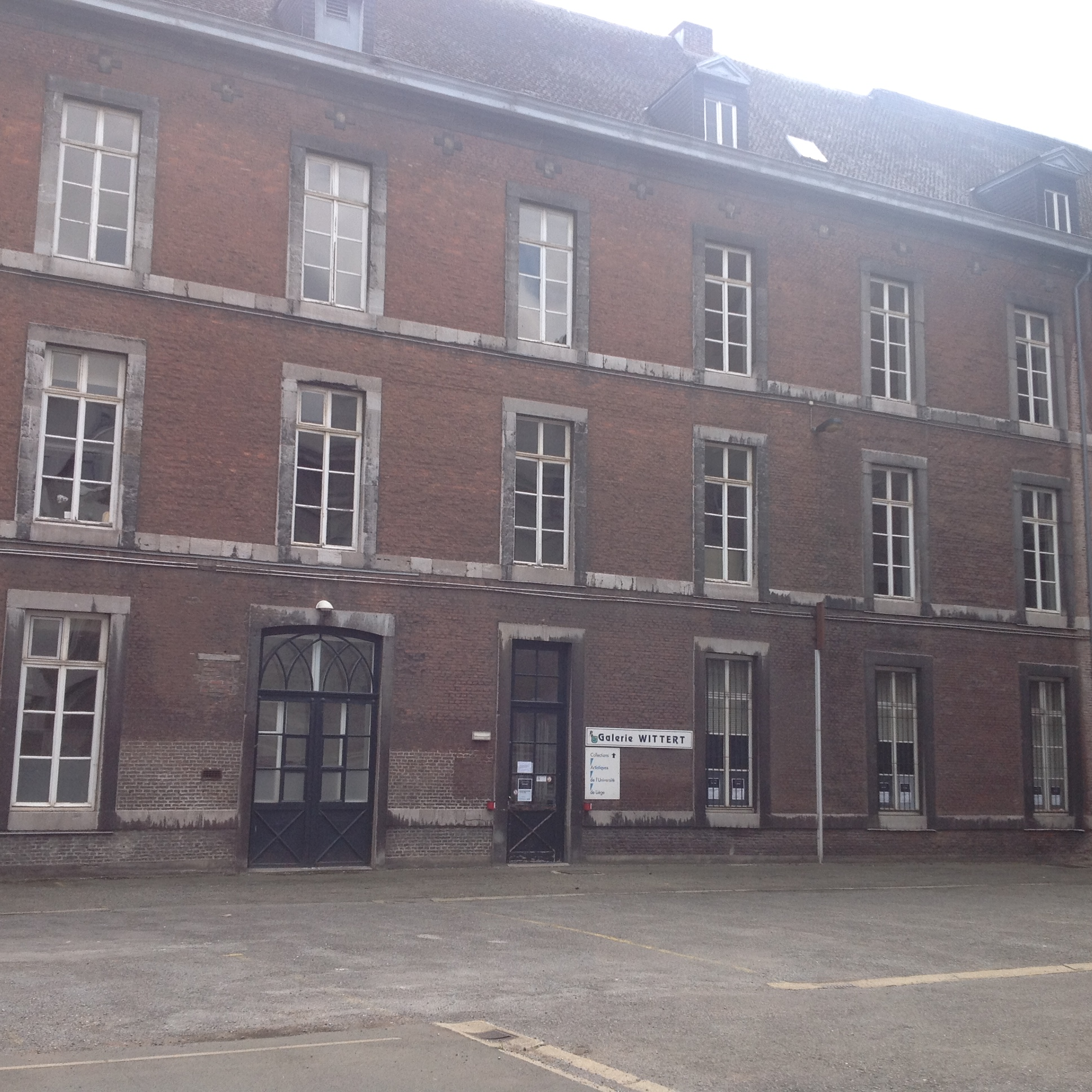
Faculteit Wijsbegeerte en Letteren, Luik

## Hoogleraar
Vervolgens bouwde hij een academische carrière uit in België:
- 1880 - 1885 universiteit van Luik: hij doceerde er Sanskriet en Vergelijkende Grammatica.
- 1885 - 1892 universiteit van Gent: hij doceerde dezelfde twee vakken.
- 1892 - 1923 opnieuw universiteit van Luik. Hij doceerde dezelfde twee vakken plus epigrafie, Griekse instellingen en Griekse archeologie.

Zijn studiewerk was veelzijdig. Zo bestudeerde hij Griekse mythologie, Griekse volksgodsdienst en Griekse filosofen, onder meer Iamblichus. Als katholiek ging zijn aandacht naar de Apocriefe Evangeliën, zoals in het Grieks geschreven zijn: het Evangelie van Thomas, het Proto-Evangelie van Jacobus en de Pseudo-Mattheus. Hij publiceerde zijn bevindingen in verschillende Belgische en Franse tijdschriften, vaak onder een pseudoniem. Dit laatste maakt het vandaag niet gemakkelijk wetenschappelijke publicaties aan hem toe te schrijven. Hij was redacteur van het tijdschrift Revue de l'Instruction Publique en Belgique. 
Hij stond bij zijn studenten bekend om zijn zin voor details. Een detail op een Griekse inscriptie was nooit onbelangrijk voor hem. Hij stimuleerde de kennis van het Sanskriet, zoals hij zelf in Leuven had meegemaakt van professor Nève. Zo schonk hij aan de veelbelovende Luikse studente Marie Delcourt (later de eerste vrouwelijke hoogleraar in Luik) de Kalidasa. Zijn begeleidende zin op de eerste bladzijde was: En souvenir du 125e anniversaire de la prise de la Bastille.
Hij was corresponderend lid van de Parijse Académie des inscriptions et belles-lettres. 
Na zijn emeritaat in 1923 verhuisde hij naar La Madeleine in de buurt van Rijsel. Hij stierf er in 1929.
- Bibliothèque nationale de France: cb12360284m (data)
- International Standard Name Identifier: 0000 0000 0476 8288
- Library of Congress Control Number: no2016099060
- Nationale Bibliotheek van Israël: 987007596926305171
- Nederlandse Thesaurus van Auteursnamen: 146423321
- Réseau des bibliothèques de Suisse occidentale: 02-A012349792
- Système universitaire de documentation: 032604947
- Virtual International Authority File: 19754725